# Patrick Chifunda
Patrick Chifunda, né le 29 avril 1975 à Mufulira , est un joueur de squash professionnel de squash représentant la Zambie. Il atteint en février 2005 la 92e place mondiale sur le circuit international, son meilleur classement.

## Biographie
Il est réputé pour ses plongeons spectaculaires. Durant sa carrière et après sa retraite sportive, il est enseignant de squash à Richmond (Virginie).